# جيفري كولير
جيفري كولير (بالإنجليزية: Jeffrey Collier)‏ هو سائق سباق أمريكي، ولد في 5 أكتوبر 1954.